# 篠原園地
神奈川県立篠原園地（しのはらえんち）は、神奈川県横浜市港北区篠原台町にある公園である。横浜市立白幡池公園（北緯35度29分31秒 東経139度37分41秒 / 北緯35.491881度 東経139.628139度）と隣接する。
この付近はもと石井健吾邸だったものを、内山岩太郎神奈川県知事時代に買い取り神奈川県知事公舎および迎賓館としていた。公舎と迎賓館は売却されてマンションになっているが、付属する園地を公園にしたものである。
2025年3月に神奈川県から横浜市に移譲された。市としては改修後に新たな公園として公開する予定。

## アクセス
- 東急電鉄東横線白楽駅より、徒歩約6分
- 北緯35度29分29秒 東経139度37分34秒 / 北緯35.491311度 東経139.626230度

## 参照
1. ↑  知事邸跡と緑の丘、茂吉の名残、ドラマロケ地「篠原」を巡る 新横浜新聞
2. ↑  私の町12篠原という町 とうよこ沿線（三宅洋一郎）
3. ↑  ＜県の篠原園地＞3月から横浜市に移譲、閉鎖後は“市立公園”として2026年春公開へ新横浜新聞

- 篠原園地（しのはらえんち） - 神奈川県ホームページ